# 萊爾斯丹

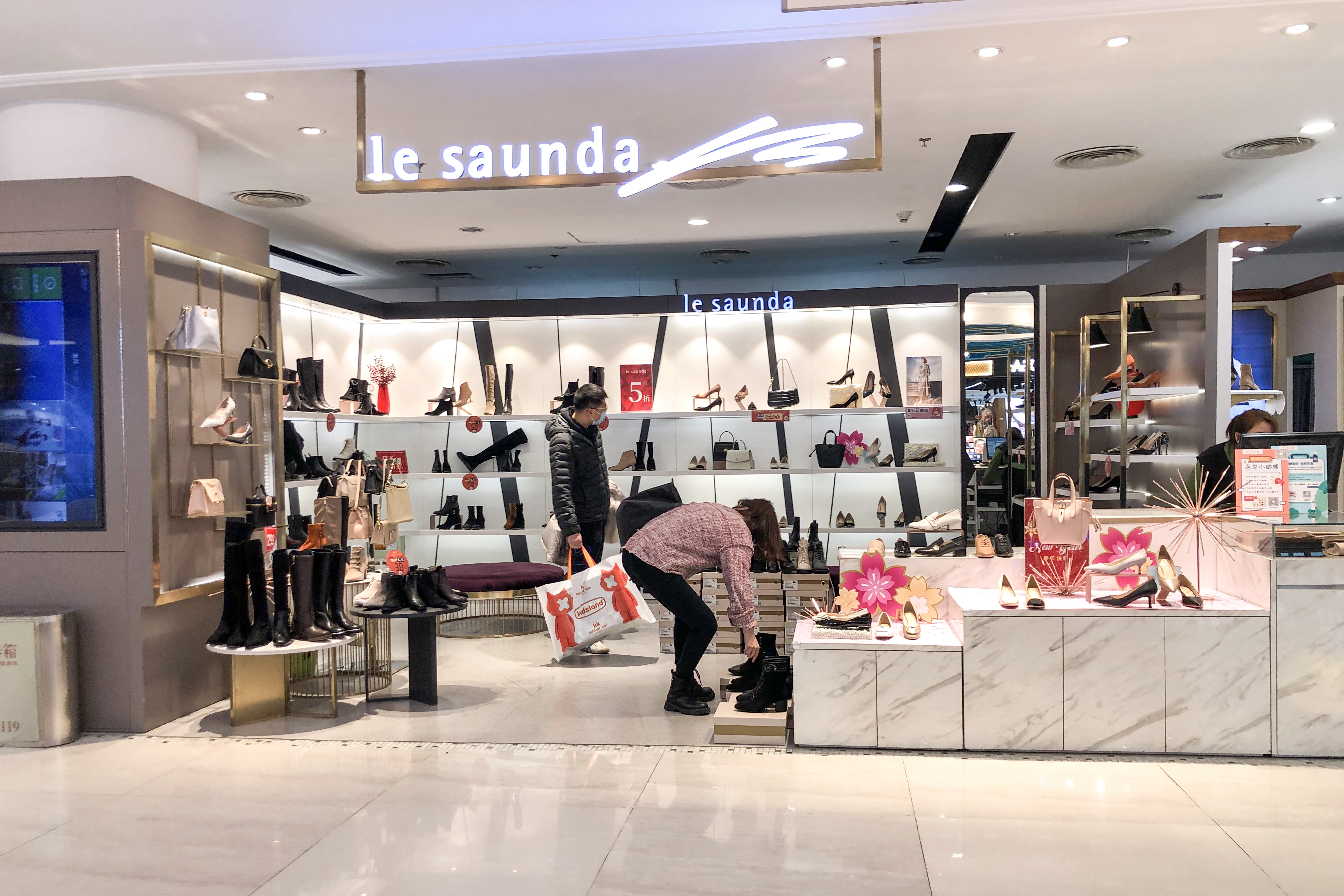
莱尔斯丹北京新奥天虹店

萊爾斯丹控股有限公司（英語：Le Saunda Holdings Limited，港交所：0738），簡稱 le saunda，萊爾斯丹，前身為「利信達集團有限公司」。1977年由李子彬創立，主要生產及銷售鞋類及手袋產品，在1992年成功進軍中國地區，並且成為中國內地和香港消費者所熟悉和喜愛的鞋履時尚品牌。現任董事會主席為倪雅各，行政總裁鄭宏。
集團在1992年於香港交易所主板上市。主要品牌有「le saunda」、「LINEA ROSA」、「CNE」和「PITTI DONNA」，在中國內地、香港、澳門等地店舖已達650間。總部位於香港鰂魚涌英皇道1063號。

## 連結
- lesaunda.com.hk （页面存档备份，存于）
- eshop.lesaunda.com.hk （页面存档备份，存于）